# Mipham Sonam Wangchuk Drakpa Namgyal Palzang
Mipham Sonam Wangchuk Drakpa Namgyal Palzang, en  tibetano: མི་ཕམ་བསོད་ནམས་དབང་ཕྱུགྣམ་གྲགས་པ་རྣམ་རྒྱལ་དཔལ་བཟང, en  Wylie Mi pham bsod nams dbang phyug grags pa rnam rgyal dpal bzang, murió en 1671 y fue rey en el  Tíbet Central. Perteneció a la dinastía Phagmodrupa, que reinó en el Tíbet, o parte de él, desde 1354 hasta principios del siglo XVII, y fue el último príncipe de la dinastía.

## Apoyo al Dalai Lama
Mipham Sonam Wangchuk Drakpa Namgyal Palzang era el hijo mayor del príncipe Kagyud Nampar Gyalwa, fallecido en 1623, y nieto del rey Ngawang Drakpa Gyaltsen (fallecido en 1603/04). Las circunstancias en torno a su adhesión son extremadamente oscuras. Los materiales elaborados por Giuseppe Tucci sugieren que llegó al trono hacia 1600. En los primeros años del siglo XVII se le menciona intermitentemente en las fuentes con el título de desi. Sin embargo, según la investigación de Olaf Czaja, Ngawang Drakpa Gyaltsen fue sucedido por un vástago de una rama rival, Mipham Wanggyur Gyalpo, en 1604. Sólo un tiempo después de la muerte de este último en 1613, Mipham Sonam Wangchuk Drakpa Namgyal Palzang habría sido consagrado como gobernante. No está claro si su padre Kagyud Nampar Gyalwa alguna vez gobernó en su propio nombre. En cualquier caso, para entonces la dinastía ya había sido eclipsada por otros centros políticos y religiosos. Sin embargo, en los primeros años del siglo XVII, la autoridad de la Phagmodrupa revivió un poco en la región Ü (Tíbet Centro-Este). Esto se debió a sus buenas conexiones con los Gelugpa. La principal división política en este momento era entre la secta Gelugpa, ayudada por sus aliados  mongoles, y el Karmapa y sus patrocinadores de la dinastía Tsangpa. Los reyes de Phagmodrupa eran tradicionalmente amistosos con los líderes Gelugpa, los Dalai Lama.

## Derrotado por los Tsangpa
Sin embargo, la posición de la Phagmodrupa era frágil. En 1613 sus tropas llevaron a cabo una incursión en el valle de Lhasa. Esto provocó una rápida represalia por parte de los Tsangpa. Desde su base en la región de Tsang (Tíbet Centro Oeste), el gobernante Tsangpa hizo repetidas incursiones en Ü. En 1616 subyugó el área de Kyishod cerca de Lhasa y obligó al palacio de Phagmodrupa en Nêdong a someterse. Con este golpe, la mayor parte de Ü y Tsang estaba en manos del señor Tsangpa Karma Phuntsok Namgyal, quien era posiblemente el Rey del Tíbet. Su triunfo fue confirmado por una nueva invasión Tsangpa exitosa en 1618. Lhasa fue tomada y los Gelugpa perdieron sus monasterios más importantes en Ü y Tsang. Karma Phuntsok Namgyal se movió para eliminar el último posible obstáculo a la hegemonía en Ü, a saber, la Phagmodrupa de Nêdong. En 1620 dirigió una expedición que rodeó Nêdong y ocupó todo el valle de Yarlung. Toda la resistencia fue aplastada y los Tsangpa tomaron la fortaleza de Nêdong. No está claro si Mipham Sonam Wangchuk Drakpa Namgyal Palzang era el gobernante en ese momento. En cualquier caso, sobrevivió en circunstancias oscuras en las décadas siguientes, siendo forzado por las circunstancias a ponerse del lado de los Tsangpa. Durante la lucha Gelugpa-Karmapa en 1635 fue expulsado de Lhasa. En las crónicas del Quinto Dalai Lama  de 1643 todavía se habla de él con cierto respeto.

## Bajo el régimen del Dalai Lama
Con el triunfo final del Dalai Lama sobre los Tsangpa en 1642, el régimen de Phagmodrupa fue en todo caso cosa del pasado. Al gobernante se le permitió conservar sus propiedades y se reunió varias veces con el Dalai Lama. Sin embargo, sufrió problemas mentales y no fue respetado por los otros señores regionales. El primer gobernante de la dinastía Qing, el  emperador Shunzhi, notificó al Quinto Dalai Lama en 1657 que el señor de Phagmodrupa había enviado recientemente emisarios a la corte china en los siguientes términos:

"Me han dicho que el Chanhuawang[señor de Phagmodrupa] fue originalmente Rey del Tíbet y luego fue derrocado por Tsangpa Khan. Tsangpa Khan fue derrocado más tarde por Gushri Khan de Oirat. Este último puso al Chanhuawang bajo el quinto Dalai Lama, que de nuevo puso al príncipe bajo la autoridad del depa[regente].... Ahora él[el enviado] ha venido a pedir que los sellos y el certificado sean intercambiados sin reportar la verdad

El emperador Shunzhi cuestionó la iniciativa diplomática de la Phagmodrupa y pidió al Dalai Lama que aclarara las cosas. Esto implica que la corte imperial ahora consideraba la dinastía de Phagmodrupa un capítulo concluido. Cuando Mipham Sonam Wangchuk Drakpa Namgyal Palzang murió en 1671, no se nombró a ningún sucesor de su estado, y en 1675 Nêdong fue dado a un forastero. Los últimos miembros conocidos de la línea Phagmodrupa fueron su hijo Lozang Khyentse Wangchuk (n. 1625) y su nieto Yizhin.